# Tommaso Corsini (1767-1856)
Tommaso Corsini (Firenze, 7 novembre 1767 – Roma, 6 giugno 1856) è stato un politico italiano. Ricoprì la carica di senatore dell'Impero francese con Napoleone I e quella di Senatore di Roma sotto Papa Pio IX.

## Biografia
Proprietario del Palazzo alla Lungara e della collezione d'arte all'interno, nel 1798, Corsini fu costretto ad autorizzare l'alienazione di alcuni beni per pagare le contribuzioni imposte dai francesi dalla Repubblica Romana. Alcuni anni dopo, per evitare una nuova fuoriuscita dalla collezione, il Principe poté stabilire un nuovo fedecommesso, anche a seguito del motu proprio di Pio VII, che ne aveva ricostituito la validità.